# Demon Hunter
Demon Hunter er et kristen metal/Metalcore-band fra USA, dannet i 2000 af brødrene Don og Ryan Clark. Don Clark forlod senere bandet.

## Medlemmer

### Nuværende
- Ryan Clark – vokal (2000–i dag), guitarist (2000-2002)
- Jon Dunn – bassist (2002–i dag)
- Tim Watts – trommeslager (2004–i dag)
- Patrick Judge – guitarist (2009–i dag)
- Jeremiah Scott – guitarist (2011–i dag)

### Tidligere
- Don Clark – guitarist (2002–2009), bassist (2000–2002)
- Jesse Sprinkles – trommeslager (2000–2004)
- Kris McCaddon – guitarist (2002–2005)
- Ethan Luck – guitarist (2005–2009)
- Ryan Helm – guitarist (2009–2011)

Tidslinje

## Diskografi
- Demon Hunter (2002)
- Summer of Darkness (2004)
- The Triptych (2005)
- Storm the Gates of Hell (2007)
- The World Is a Thorn (2010)
- True Defiance (2012)
- Extremist (2014)
- Outlive (2017)
- War (2019)
- Peace (2019)

### Singler
- "Infected", Demon Hunter, 2002
- "Through the Black", Demon Hunter, 2002
- "Not Ready to Die", Summer of Darkness, 2004
- "My Heartstrings Come Undone", Summer of Darkness, 2004
- "Undying", The Triptych, 2005
- "One Thousand Apologies", The Triptych, 2006
- "Not I", The Triptych, 2006
- "Fading Away", Storm the Gates of Hell, 2007
- "Snap Your Fingers, Snap Your Neck", 2007
- "Carry Me Down", Storm the Gates of Hell, 2007
- "Collapsing", 2010
- "Driving Nails", 2010
- "Blood in the Tears", 2010
- "LifeWar", 2010
- "The Wind", 2010
- "My Destiny", 2012
- "God Forsaken", 2012
- "Dead Flowers", 2013
- "Someone to Hate", 2013
- "Artificial Light", 2014
- "The Last One Alive", 2014
- "I Will Fail You", 2014
- "Cold Winter Sun", 2016
- "Died In My Sleep", 2017
- "Half as Dead", 2017
- "Raining Down", 2017
- "On My Side", 2018
- "Peace", 2018
- "The Negative", 2019
- "Recuse Myself", 2019
- "Close Enough", 2019
- "More Than Bones", 2019
- "Ash", 2019